# Po Klan Thu
Po Klan Thu (? - 1828) ou Nguyễn Văn Vĩnh (阮文永), est l'avant dernier gouverneur (vietnamien : Chưởng cơ ) vassal du Champā à Panduranga de 1822 à 1828

## Contexte
En 1807, Po Klan Thu est nommé Uparaja  c'est--dire Vice Roi ou Souverain-Délégué du Champa. Le prince régnant  Po Saong Nyung Ceng (Nguyễn Văn Chấn) meurt en 1822. Lê Văn Duyệt, le Vice-roi de Cochinchine, propose comme successeur Po Phaok The (Nguyễn Văn Thừa), toutefois l'empereur Minh Mạng préfère que Bait Lan soit le nouveau prince régnant. En plein milieu de cet imbroglio, Ja Lidong se révolte.  Minh Mạng investi Po Klan Thu comme nouveau gouverneur vassal et l'envoie au Champa. Po Phaok The devient alors Uparaja: vice-roi, ou Souverain Délégué.
Po Klan Thu met fin à la rébellion de Kai Nduai Bait en 1826. mais il meurt en 1828.